# Аліса Бабетт Токлас
Аліса Бабетт Токлас (англ. Alice Babette Toklas; 30 квітня 1877, Сан-Франциско — 7 березня 1967, Париж) — американська письменниця, кохана Ґертруди Стайн.

## Життєпис
Походила із забезпеченої польсько-єврейської родини. Навчалася музиці.
У 1907 році зустріла в Парижі Ґертруду Стайн, з якою прожила разом майже сорок років, включаючи роки нацистської окупації.
У їхньому паризькому салоні на вулиці Флерюс бували Шервуд Андерсон, Ернест Хемінгуей, Френсіс Скотт Фіцджеральд, Торнтон Вайлдер, Пол Боулз, художники Пікассо, Матісс, Брак.
У 1933 році Токлас з'явилася публіці в образі оповідачки книги Стайн «Автобіографія Аліси Б. Токлас».
Після смерті подруги Токлас опублікувала «Поварену книгу Аліси Б. Токлас» у 1954 році, в якій спогади про спільне життя змішувалися з кулінарними рецептами. У 1963 році вона видала книгу мемуарів «Те, що запам'яталося». Останні роки Аліси Токлас були досить важкими через слабке здоров'я та фінансові проблеми. В останні роки життя звернулася до католицизму в 1957 році. Вона померла в злиднях на 90-му році життя і похована поруч з Ґертрудою Стайн на цвинтарі Пер-Лашез у Парижі. Її ім'я вигравірувано на звороті надгробка Стайн.

## Образ у мистецтві
Портрет Аліси Токлас написала Дора Маар у 1952 році, її неодноразово фотографував Карл ван Вехтен. Один з найвигадливіших кулінарних рецептів Аліси організує сюжет фільму «Я люблю вас, Аліса Токлас» (1968, див: ). Як персонаж вона з'являється у фільмах « Пригоди Пікассо» (1978, «Чекаючи місяця» (1987, див. ), « Північ у Парижі» (2011).